# Авіаробітників (селище)
Авіаробітників (рос. Авиаработников) — селище в Одинцовському районі Московської області Російської Федерації.

## Розташування
Селище Авіаробітників входить до складу міського поселення Кубинка, воно розташоване поряд із залізничною платформою Полушкіно (0,5 км).

## Населення
Станом на 2010 рік у селі проживало 12 осіб.